# Австралия (континент)

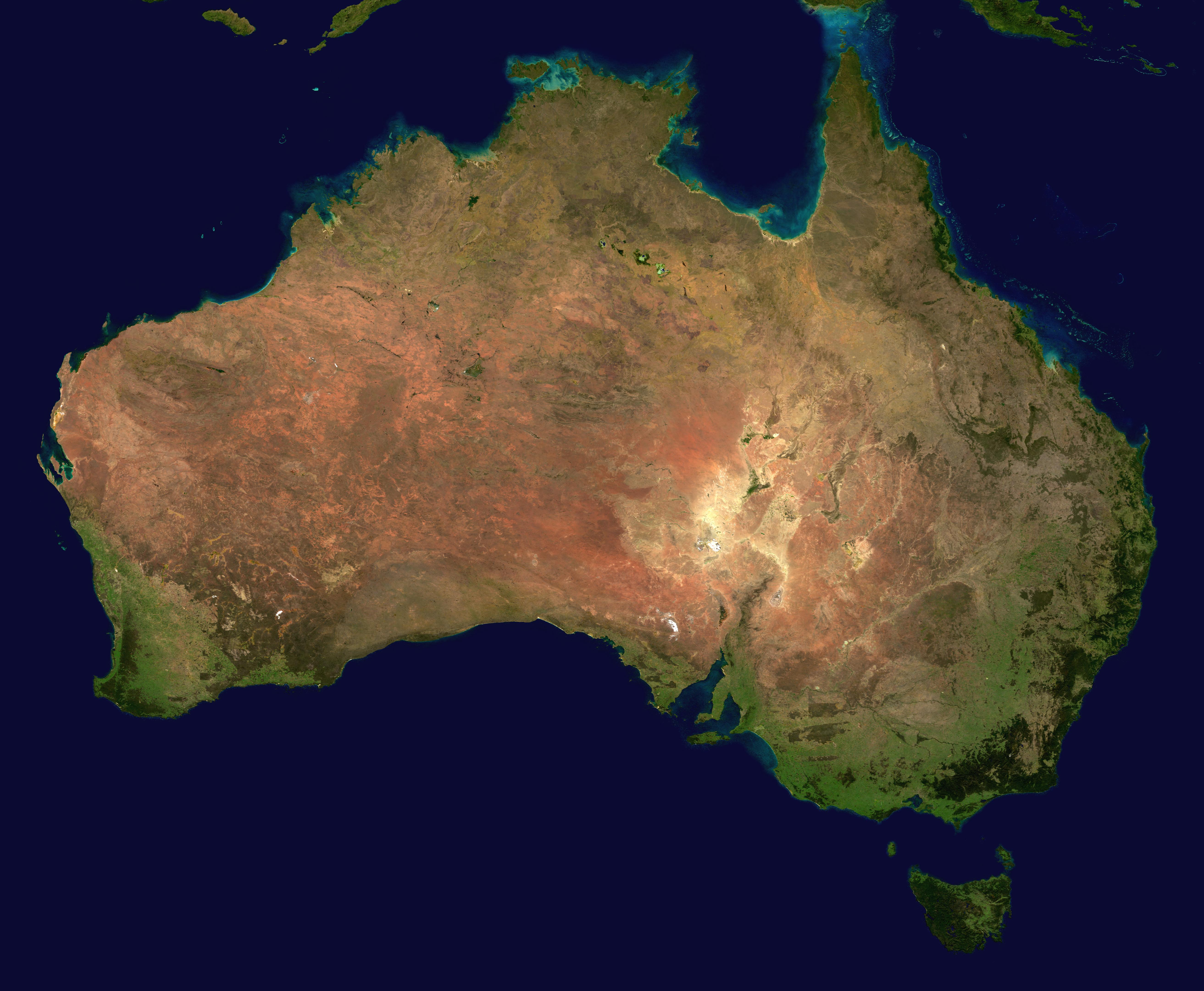
Австралия из космоса

Австра́лия (от лат. australis — «южный») — континент, расположенный в Восточном и Южном полушариях Земли. Является наименьшим по площади и самым засушливым материком Земли. Вся территория материка является основной частью одноимённого государства. Материк входит в часть света Австралия и Океания.

## Этимология
Происхождение названия материка связано с тем, что уже в античное время у географов сформировалось устойчивое убеждение о существовании в южном полушарии гипотетической суши, занимающей значительную его часть. Этот материк на картах подписывался по-разному: Неизвестная Земля (Terra Incognita), Неизвестная Южная Земля (Terra Australis Incognita), Южная Земля (Terra Australis). В поисках этого материка голландские мореплаватели в XVII в. открыли территорию современной Австралии и отчленили её от Южного материка под названием сначала Зёйланд («южная земля»), а затем Новая Голландия. Когда в результате второго кругосветного плавания Джеймса Кука в 1772—1775 годах стало ясно, что Южного материка в средних южных широтах не существует и, как ошибочно считал Кук, не существует и в высоких южных широтах, ставшее уже привычным на картах название Australis оказалось «свободным». Этим воспользовался английский мореплаватель Мэтью Флиндерс, который в 1814 году предложил Новую Голландию называть Терра-Австралис или Австралия. Но его предложение не сразу было принято, а лишь в 1817 году губернатор штата Южный Уэльс Лаклан Маккуори стал употреблять название «Австралия» в официальных документах и предложил Министерству по делам колоний Британской империи принять это название, что и было сделано в 1824 году.

### Современное нормативное русское название
В русском языке в дореформенной орфографии закрепилось название «Австралія», после реформы русского языка 1918 года — Австралия. В марте 1973 года были официально утверждены правила по русской передаче английских географических названий. Согласно уточнённым правилам транскрипции континент должен называться «Острейлия» (англ. Australia). Однако была сохранена традиционная форма названия «Австралия». В 1986 году в Словаре географических названий зарубежных стран также зафиксировано нормативное написание названия в традиционной форме «Австралия», обязательное для использования всеми советскими министерствами, ведомствами, учреждениями, предприятиями и организациями.

## Географическое положение

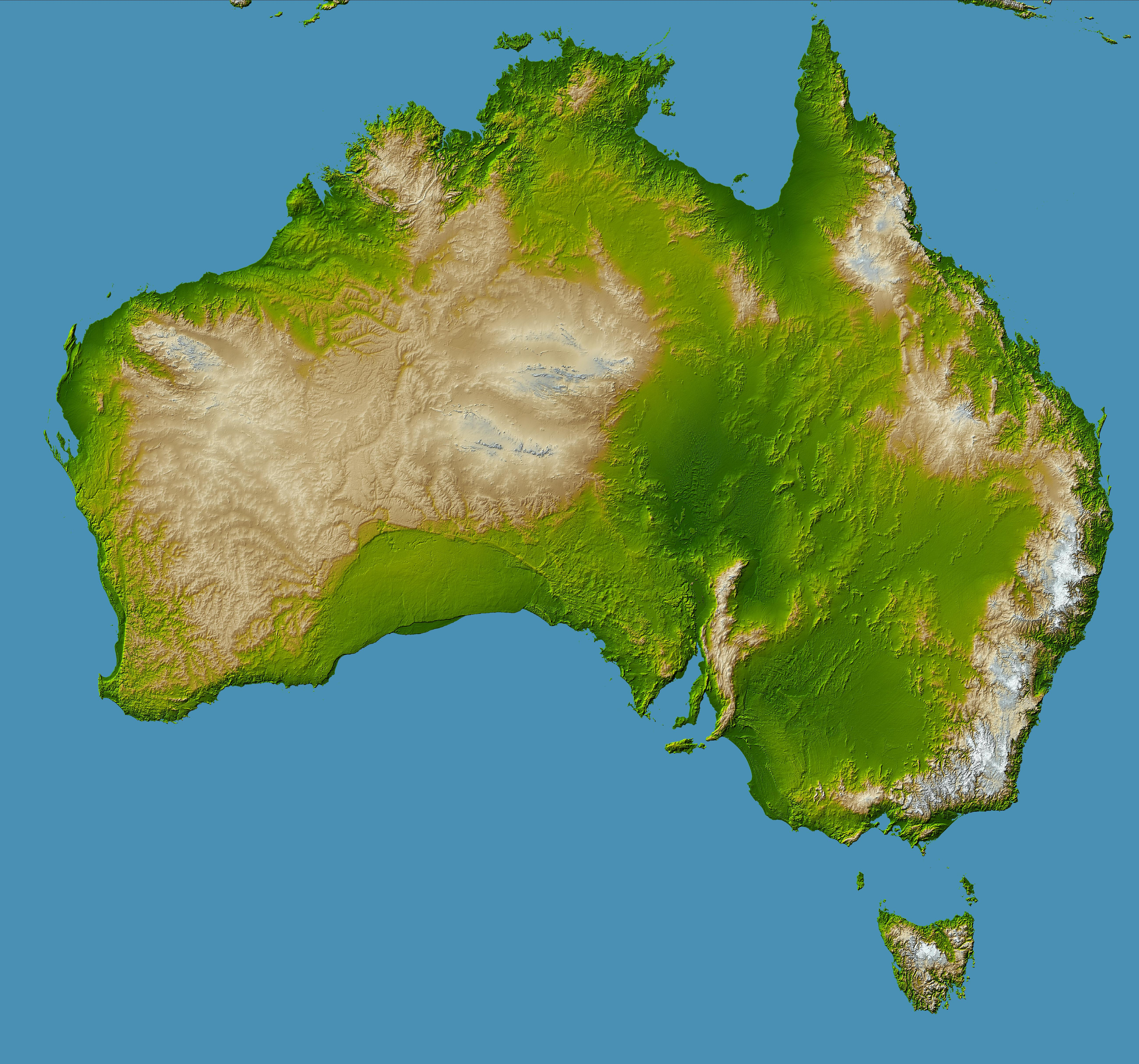
Топография Австралии

Австралия — материк в Южном полушарии площадью 7 659 861 км² (5 % площади суши). Длина континента с севера на юг составляет около 3,2 тысяч км, ширина с запада на восток — около 4000 км, длина береговой линии материка (без островов) — 35 877 км.
Юго-Восточное побережье Австралии омывают Тасманово море Тихого океана, Восточное побережье омывает Коралловое море. Северное, западное и южное — Индийский океан, включая Тиморское море и Арафурское море. Близ Австралии расположены крупные острова Новая Гвинея и Тасмания. Вдоль северо-восточного побережья Австралии более чем на 2000 км тянется самый большой в мире коралловый риф — Большой Барьерный риф.
- Крайняя восточная точка Австралии — мыс Байрон (28°38′15″ ю. ш. 153°38′14″ в. д.HGЯO)
- Западная — мыс Стип-Пойнт (26°09′05″ ю. ш. 113°09′18″ в. д.HGЯO)
- Северная — мыс Йорк (10°41′21″ ю. ш. 142°31′50″ в. д.HGЯO)
- Южная — мыс Саут-Пойнт (39°08′20″ ю. ш. 146°22′26″ в. д.HGЯO), (если рассматривать остров Тасмания как часть континента, то мыс Саут-Ист-Кейп 43°38′40″ ю. ш. 146°49′30″ в. д.HGЯO)[10].

## Рельеф
Преобладают равнины. Около 95 % поверхности не превышают 600 м над уровнем моря. Западно-Австралийское плоскогорье — средние высоты 400—500 метров, с приподнятыми краями: на востоке — горы Масгрейв (высшая точка — гора Вудрофф, 1440 м) и хребет Мак-Доннелл (высшая точка — гора Зил, 1511 м), на севере — плато Кимберли (высота до 936 м), на западе — плосковершинный песчаниковый хребет Хамерсли (высшая точка — гора Мехарри, 1251 м), на юго-западе — хребет Дарлинг (высшая точка — гора Кук, 571 м). Центральная низменность с преобладающими высотами до 100 м над уровнем моря. В районе озера Эйр низшая точка — 16 м ниже уровня моря. На юго-востоке — хребет Маунт-Лофти. Большой Водораздельный хребет, средневысотный, с плоскими вершинами, крутыми, переходящими на западе в холмистые предгорья (даунсы). На юге в Австралийских Альпах высшая точка — гора Косцюшко, 2228 м.

## Геологическое строение
В основе территории континента лежит старая Австралийская платформа, представляющая часть материка Гондвана в Южном полушарии Земли.

### Полезные ископаемые
Австралия богата разнообразными полезными ископаемыми. Открытия минеральных руд, сделанные на континенте за последние 10—15 лет, выдвинули материк на одно из первых мест в мире по запасам и добыче таких полезных ископаемых, как железная руда, бокситы, свинцово-цинковые руды.
Самые большие в Австралии залежи железной руды, которые начали разрабатываться с 60-х годов XX века, находятся в районе хребта Хамерсли на северо-западе материка (месторождения Маунт-Ньюмен, Маунт-Голдсуэрта и др.). Железная руда имеется также в штате Южная Австралия в хребте Мидлбэк (Айрон-Ноб и др.).
Крупные месторождения полиметаллов (свинец, цинк с примесью серебра и меди) находятся в западной пустынной части штата Новый Южный Уэльс — месторождение Брокен-Хилл. Важный центр добычи цветных металлов (меди, свинца, цинка) сложился около месторождения Маунт-Айза (в штате Квинсленд). Залежи меди имеются также в Теннант-Крике (Северная Территория) и в других местах.
Основные запасы золота сосредоточены в выступах докембрийского фундамента и на юго-западе материка (штат Западная Австралия), в районе городов Калгурли и Кулгарди, Норсмен и Уилуна, а также в Квинсленде. Более мелкие месторождения встречаются почти во всех штатах.
Бокситы залегают на полуостровах Кейп-Йорк (месторождение Уэйпа) и Арнем-Ленд (месторождение Гов), а также на юго-западе, в хребте Дарлинг (месторождение Джаррадейл).
Содержащие марганец руды находятся на северо-западе континента — в районе Пилбары. Месторождения урана обнаружены в различных частях материка: на севере (полуостров Арнем-Ленд) — неподалёку от рек Саут и Ист-Аллигейтор, в штате Южная Австралия — около озера Фром, в штате Квинсленд — месторождение Мэри-Катлин и в западной части континента — месторождение Йиллирри.
Основные залежи каменного угля расположены в восточной части материка. Наиболее крупные месторождения как коксующегося, так и некоксующегося каменного угля разрабатываются около городов Ньюкасл и Литгоу (штат Новый Южный Уэльс) и городов Коллинсвилл, Блэр-Атол, Блафф, Баралаба и Моура-Кианга в штате Квинсленд.
Геологическими изысканиями установлено, что в недрах Австралийского материка и на шельфе у его берегов находятся большие месторождения нефти и природного газа. Нефть найдена и добывается в штате Квинсленд (месторождение Муни, Олтон и Беннет), на острове Барроу у северо-западного побережья материка, а также на континентальном шельфе у южного побережья штата Виктория (месторождение Кингфиш). Залежи газа (крупнейшее месторождение Ранкен) и нефти обнаружены также на шельфе у северо-западных берегов материка.
В Австралии имеются крупные месторождения хрома (штат Квинсленд), Гингин, Донгара, Мандарра (Западная Австралия), Марлин (штат Виктория).
Из неметаллических полезных ископаемых встречаются различные по своему качеству и промышленному использованию глины, пески, известняки, асбест, а также слюда. Австралия богата благородным опалом.

## Почвы
В Австралии в закономерной последовательности представлены все типы почв, свойственные тропическому, субэкваториальному и субтропическому природным поясам.
В районе влажных тропических лесов на севере распространены красные почвы, сменяющиеся по направлению к югу красно-бурыми и коричневыми почвами во влажных саваннах и серо-коричневыми в сухих саваннах. Красно-бурые и коричневые почвы, содержащие перегной, немного фосфора и калия, ценны для сельскохозяйственного использования. В пределах зоны красно-бурых почв располагаются основные посевы пшеницы Австралии.
В окраинных районах Центральных равнин (например, в бассейне Муррея), где развито искусственное орошение и применяют много удобрений, на сероземных почвах выращивают виноград, плодовые деревья, кормовые травы.
В окружающих кольцом внутренние пустынные территории полупустынных и особенно степных областях, где имеются травяной, а местами и кустарниково-древесный покров, распространены серо-коричневые степные почвы. Мощность их незначительна. Они содержат мало перегноя и фосфора, поэтому при использовании их даже в качестве пастбищ для овец и крупного рогатого скота требуется внесение фосфорных удобрений.

## Водные ресурсы
Водные ресурсы континента невелики. Австралия — это самый бедный реками материк. Реки, стекающие с восточных склонов Большого Водораздельного хребта, — короткие, в верховьях текут в узких ущельях. Здесь они вполне могут быть использованы, а отчасти уже используются для строительства ГЭС. При выходе на прибрежную равнину реки замедляют своё течение, их глубина увеличивается. 
Многие из них в устьевых частях даже доступны для крупных океанских судов. Объём стока и режим этих рек различны и зависят от количества осадков и времени их выпадения.
На западных склонах Большого Водораздельного хребта берут начало реки, прокладывающие свой путь по внутренним равнинам. В районе горы Косцюшко начинается самая длинная река в Австралии — Муррей (2375 км). В горах же зарождается и её наиболее крупные притоки — Маррамбиджи (1485 км), Дарлинг (1472 км), Гоулберн и некоторые другие.
Питание реки Муррей и её протоков главным образом дождевое и в меньшей степени снеговое. Эти реки наиболее полноводны в начале лета, когда в горах тает снег. В сухое время года они сильно мелеют, а некоторые из притоков Муррея распадаются на отдельные стоячие водоёмы. Постоянное течение (кроме исключительно засушливых лет) сохраняют только Муррей и Маррамбиджи. Даже Дарлинг, третья по длине река Австралии, во время летних засух, теряясь в песках, не всегда достигает Муррея. Почти на всех реках системы Муррея построены плотины и запруды, около которых созданы водохранилища, где собирают паводковые воды, используемые для орошения полей, садов и пастбищ.
Реки северного и западного побережий Австралии мелководны и сравнительно невелики. Самая длинная из них — Флиндерс — впадает в залив Карпентария. Эти реки имеют дождевое питание, и их водоносность сильно меняется в разное время года.
Реки, сток которых направлен во внутренние области материка, такие как Куперс-Крик (Барку), Дайамантина и др., лишены не только постоянного стока, но и постоянного, отчётливо выраженного русла. В Австралии такие временные реки называют «криками» (англ. creek). Они наполняются водой только во время кратковременных ливней. Вскоре после дождя русло реки вновь превращается в сухую песчаную ложбину, зачастую не имеющую даже определённых очертаний.
Большинство озёр Австралии, как и реки, питаются дождевыми водами. Они не имеют ни постоянного уровня, ни стока. Летом озера пересыхают и представляют собой неглубокие солончаковые впадины. Слой соли на дне иногда достигает 1,5 м.
В окружающих Австралию морях добывают морского зверя, ловят рыбу. В морских водах разводят съедобных устриц. В тёплых прибрежных водах на севере и северо-востоке ведется промысел морских трепангов, крокодилов и моллюсков-жемчужниц. Основной центр их искусственного разведения находится в районе полуострова Коберг (Арнем-Ленд). Именно здесь, в тёплых водах Арафурского моря и залива Ван-Димен, были проведены первые опыты по созданию специальных осадков. Проводились эти опыты одной из австралийских компаний при участии японских специалистов. Было установлено, что моллюски-жемчужницы, выращиваемые в тёплых водах у северного побережья Австралии, дают более крупный жемчуг, чем у берегов Японии, и в значительно более короткий срок. В настоящее время разведение моллюсков-жемчужниц широко распространилось по северному и отчасти северо-восточному побережьям.
Довольно значительные по числу и величине озера Австралии в течение большей части года представляют собою болота. На север от залива Спенсер (но не соединяясь с ним) лежит окружённое песчаными дюнами озеро Торренс, имеющее 225 км в окружности. Ещё севернее, на 12 метров ниже уровня океана, находится самое крупное озеро Эйр, а к востоку от него озеро Грегори, может быть разделённое на несколько отдельных озёр. На запад от озера Торренса лежит на плоскогорье, возвышаясь на 115 м, большое озеро Гэрднер, которое, равно как бесчисленное множество меньших озёр в той же местности, чрезвычайно изобилуют солью и, по-видимому, лишь в недавнее время отделились от морской воды. Вообще имеются явные признаки того, что южный берег материка ещё продолжает медленно подниматься из морских вод.

## Климат

Климатическая карта Австралии по классификации Кёппена

Австралийский континент расположен в пределах трёх основных тёплых климатических поясов Южного полушария: субэкваториального (на севере), тропического (в центральной части), субтропического (на юге). Только небольшая часть острова Тасмания находится в пределах умеренного пояса.
Расположенный в основном в тропических и субтропических широтах, где солнечная радиация велика, Австралийский материк сильно нагревается. В связи со слабой изрезанностью береговой линии и приподнятостью окраинных частей влияние морей, окружающих материк, слабо сказывается во внутренних частях.
Австралия — самый засушливый континент Земли, и одна из наиболее характерных черт его природы — широкое распространение пустынь, которые занимают обширные пространства и протягиваются почти на 2,5 тыс. км от берегов Индийского океана до предгорий Большого Водораздельного хребта.

### Субэкваториальный пояс
Субэкваториальный климат, характерный для северной и северо-восточной части континента, отличается ровным ходом температур (в течение года средняя температура воздуха 23—24 °C) и большим количеством осадков (от 1000 до 1500 мм, а местами более 2000 мм). Осадки сюда приносит влажный северо-западный муссон, и выпадают они главным образом летом. Зимой, в сухой период года, дожди выпадают только эпизодически. В это время дуют сухие, жаркие ветры из внутренней части материка, которые иногда вызывают засухи.

### Тропический пояс
В тропическом поясе на Австралийском континенте формируются два основных типа климата: тропический влажный и тропический сухой. Тропический влажный климат свойственен крайней восточной части Австралии, которая входит в зону действия юго-восточных пассатных ветров. Эти ветры приносят с собой на материк насыщенные влагой воздушные массы с Тихого океана. Поэтому вся область прибрежных равнин и восточных склонов Большого Водораздельного хребта хорошо увлажнена (в среднем выпадает от 1000 до 1500 мм осадков) и имеет мягкий тёплый климат (температура самого тёплого месяца в Сиднее — 22—25 °C, а самого холодного — 11,5—13 °C). Массы воздуха, приносящие влагу с Тихого океана, проникают и за Большой Водораздельный хребет, потеряв по пути значительное количество влаги, поэтому осадки выпадают только на западных склонах хребта и в районе предгорий.
Для центральной и западной частей материка характерен тропический пустынный климат. Летом (декабрь — февраль) средние температуры поднимаются здесь до 30 °C, а иногда и выше, а зимой (июнь — август) снижаются в среднем до 10—15 °C. Наиболее жаркая область Австралии — северо-западная, где в Большой Песчаной пустыне температура почти всё лето держится на отметке 35 °C и даже выше. В зимний период она снижается незначительно (примерно до 20—25 °C). В центре материка, в районе города Алис-Спрингс, в летнее время года температура днём поднимается до 45 °C, ночью падает до нуля и ниже (−4 — −6 °C).
Центральная и западная части Австралии, занимающие около половины её территории, получают в среднем 250—300 мм осадков в год, а окрестности озера Эйр — менее 200 мм; но и эти незначительные осадки выпадают неравномерно. Иногда в течение нескольких лет подряд вообще не бывает дождей, а иногда за два-три дня, а то и за несколько часов выпадает всё годовое количество осадков. Часть воды быстро и глубоко просачивается сквозь водопроницаемую почву и делается недоступной для растений, а часть испаряется под жаркими лучами солнца, и поверхностные слои почвы остаются почти сухими.

### Субтропический пояс
В пределах субтропического пояса выделяются три типа климата: средиземноморский, субтропический континентальный и субтропический влажный.
Средиземноморский климат свойствен юго-западной части Австралии. Как можно судить по названию, климат этой части материка сходен с климатом европейских средиземноморских стран — Испании и Южной Франции. Лето здесь жаркое и, как правило, сухое, а зима тёплая и влажная. Сравнительно небольшие колебания температуры по временам года (январь — 23—27 °C, июнь — 12—14 °C), достаточное количество осадков (от 500 до 1000 мм).
Зона субтропического континентального климата охватывает южную, примыкающую к Большому Австралийскому заливу часть материка, включает в себя окрестности города Аделаиды и протягивается несколько дальше на восток, в западные области штата Новый Южный Уэльс. Основные черты этого климата — небольшое количество осадков и сравнительно большие годовые колебания температуры.
Зона субтропического влажного климата включает в свои границы весь штат Виктория и юго-западные предгорные части штата Новый Южный Уэльс. В целом вся эта зона отличается мягким климатом и значительным количеством осадков (от 500 до 600 мм), главным образом в прибрежных частях (проникновение осадков вглубь континента уменьшается). Летом температуры поднимаются в среднем до 20—24 °C, но зимой довольно сильно понижаются — до 8—10 °C. Климат этой части материка благоприятен для выращивания фруктовых деревьев, различных овощей и кормовых трав. Правда, для получения высоких урожаев применяется искусственное орошение, так как в летний период влаги в почве содержится недостаточно. В этих районах разводят молочный скот (выпас на кормовых травах) и овец.
Жаркий климат и незначительное и неравномерное выпадение осадков на большей части материка приводят к тому, что почти 60 % его территории лишены стока к океану и имеют лишь редкую сеть временных водотоков. Ни на каком другом материке нет столь слабо развитой сети внутренних вод, как в Австралии. Годовой сток всех рек континента равен всего 350 км³.

## Растительный мир
Так как Австралийский материк, начиная с середины мелового периода, находился в условиях изоляции от других частей земного шара, его растительный мир очень своеобразен. Из 12 тысяч видов высших растений более 9 тысяч — эндемики, то есть произрастают только на Австралийском континенте. Среди эндемиков — многие виды эвкалиптов и акаций, наиболее типичных для Австралии семейств растений. В то же время здесь встречаются и такие растения, которые присущи Южной Америке (например, южный бук), Южной Африке (представителей семейства протейных) и островам Малайского архипелага (фикус, панданус и др.). Это свидетельствует о том, что многие миллионы лет назад между материками существовали сухопутные связи.
Поскольку климат большей части территории Австралии отличается резкой засушливостью, в её флоре господствуют сухолюбивые растения: особые злаки, эвкалипты, зонтичные акации, суккулентные деревья (бутылочное дерево и др.). Деревья, принадлежащие к этим сообществам, имеют мощную корневую систему, которая на 10—20, а иногда на 30 м уходит в землю, благодаря чему они, как насос, высасывают влагу с больших глубин. Узкие и сухие листья этих деревьев окрашены большей частью в тусклый серо-зеленоватый цвет. У некоторых из них листья обращены к солнцу ребром, что способствует уменьшению испарения воды с их поверхности.
На крайнем севере и северо-западе континента, где жарко и теплые северо-западные муссоны приносят влагу, произрастают дождевые тропические леса. В их древесном составе преобладают гигантские эвкалипты, фикусы, пальмы, панданусы с узкими длинными листьями и др. Густая листва деревьев образует почти сплошной покров, затеняющий землю. Местами на самом побережье встречаются заросли бамбука. В тех местах, где берега плоские и илистые, развивается мангровая растительность.
Дождевые леса в виде узких галерей протягиваются на сравнительно небольшие расстояния внутрь материка по долинам рек. Чем дальше к югу, тем суше становится климат и сильнее чувствуется горячее дыхание пустынь. Лесной покров постепенно редеет. Эвкалипты и зонтичные акации располагаются группами. Это зона влажных саванн, протянувшаяся в широтном направлении южнее зоны тропических лесов. По своему виду саванны с редкими группами деревьев напоминают парки. Кустарникового подроста в них нет. Облесенные саванны — прекрасные пастбища для овец и крупного рогатого скота.
Для центральных пустынь частей материка, где очень жарко и сухо, характерны густые, почти непроходимые заросли колючих низкорослых кустарников, состоящих главным образом из эвкалиптов и акаций. В Австралии эти заросли называют скрэбом. Местами скрэб перемежается с обширными, лишенными растительности песчаными, каменистыми или глинистыми участками пустынь, а местами — зарослями высоких дернистых злаков (спинифекс).
Восточные и юго-восточные склоны Большого Водораздельного хребта, где выпадает много осадков, покрыты густыми тропическими и субтропическими вечнозелёными лесами. Больше всего в этих лесах, как и повсюду в Австралии, эвкалиптов. Эвкалипты ценны в промышленном отношении. Эти деревья не имеют равных себе по высоте среди пород с твердой древесиной; некоторые их виды достигают 150 м высоты и 10 м в диаметре. Прирост древесины в эвкалиптовых лесах большой, и поэтому они очень продуктивны. Много в лесах также древовидных хвощей и папоротников, достигающих 10—20 м высоты. На своей вершине древовидные папоротники несут крону крупных (до 2 м длины) перистых листьев. Своей яркой и свежей зеленью они несколько оживляют блеклый голубовато-зелёный пейзаж эвкалиптовых лесов. Выше в горах заметна примесь сосен-дамарра и буков.
Кустарниковый и травяной покровы в этих лесах разнообразны и густы. В менее влажных вариантах этих лесов второй ярус образуют травяные деревья.
На юго-западе материка леса покрывают западные склоны хребта Дарлинг, обращенные к морю. Леса эти почти сплошь состоят из эвкалиптов, достигающих значительной высоты. Число эндемичных видов здесь особенно велико. Кроме эвкалиптов, широко распространены бутылочные деревья. Они имеют оригинальный бутылкообразный ствол, толстый у основания и резко суживающийся кверху. В дождливое время года в стволе деревьев скапливаются большие запасы влаги, которые расходуются в засушливый период. В подросте этих лесов много кустарников и трав, пестрящих яркими цветами.
В целом лесные ресурсы Австралии невелики. Общая площадь лесов, включая специальные насаждения, состоящие в основном из видов, имеющих мягкую древесину (главным образом сосны лучистой), в конце 1970-х годов составляла всего 5,6 % территории континента.
Первые колонисты не обнаружили на материке растительных видов, характерных для Европы. В Австралию были завезены европейские и другие виды деревьев, кустарников и трав. Здесь хорошо прижились виноград культурный, хлопчатник, зерновые (пшеница, ячмень, овес, рис, кукуруза и др.), овощи, многие фруктовые деревья и т. д.

## Животный мир

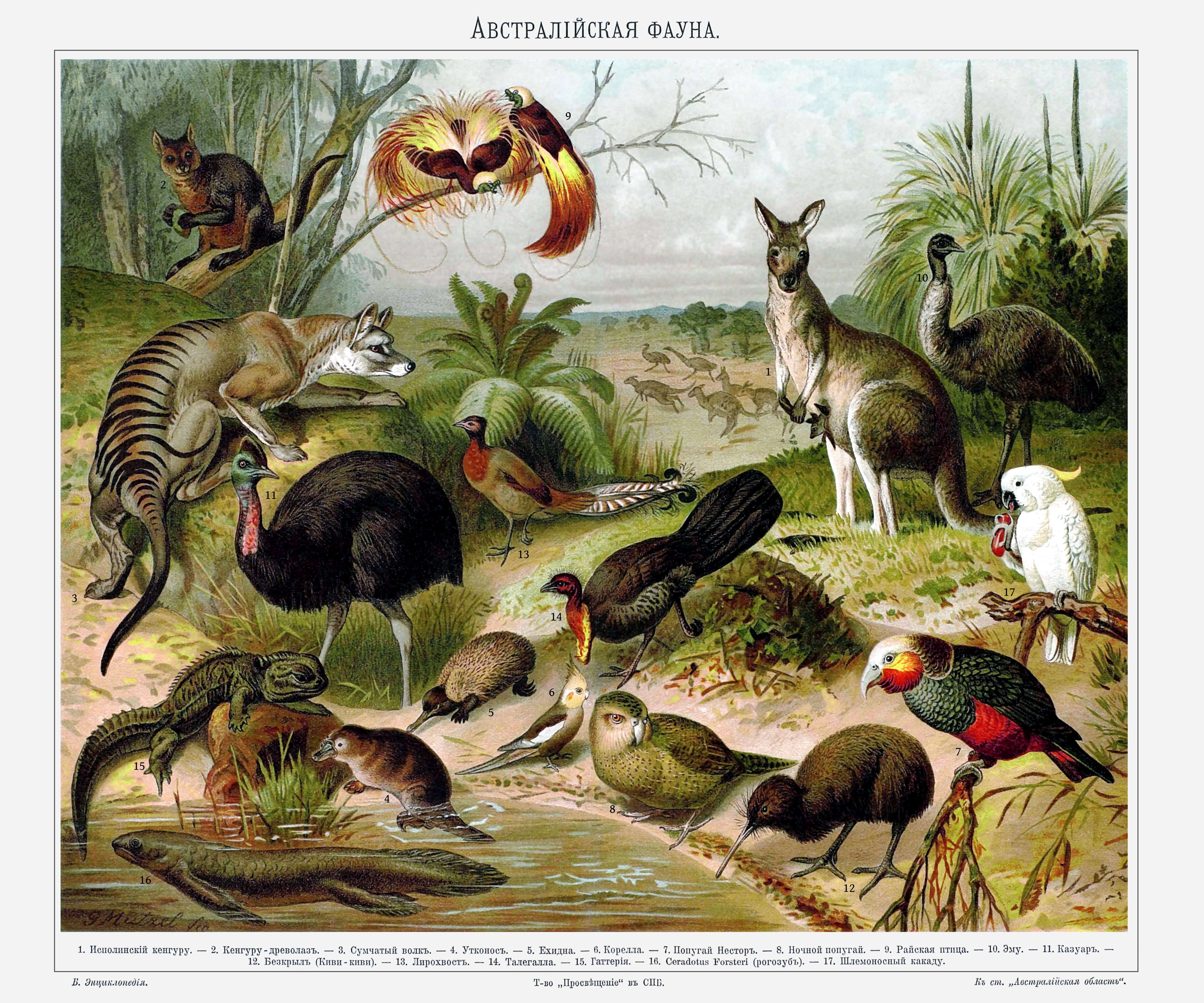
Австралийская фауна. Иллюстрация из Большой энциклопедии Южакова

Неповторимое своеобразие животного мира Австралии и прилегающих островов позволяет выделить её в особую Австралийскую зоогеографическую область. Известно всего 235 видов млекопитающих, 974 — птиц, 420 — рептилий и 120 видов амфибий, обитающих на этом континенте и прилегающих островах. 83 % млекопитающих, 89 % рептилий, 90 % рыб и насекомых и 93 % амфибий являются эндемиками для Австралии.

## История материка
Австралия из-за её отдалённого расположения была открыта для мира позднее, чем другие материки. Открытие Австралии состоялось через сто с лишним лет после открытия Америки. Голландский мореплаватель Виллем Янсзон в 1606 году обнаружил некую новую землю (это был полуостров Кейп-Йорк).
Как и Христофор Колумб, В. Янсзон до конца своей жизни не знал, что открыл новый материк.
В 1770 году к восточному берегу Австралии подошёл Джеймс Кук, который, по официальной версии, открыл её. 